# جوان ماري إنجل
جوان ماري إنجل (بالإنجليزية: Joan Marie Engel)‏ هي ممرضة وضابطة أمريكية، ولدت في 1940 في سانت ماريز في الولايات المتحدة.